# Mosley Music Group
A Mosley Music Group egy amerikai lemezkiadó-vállalat, melyen Timbaland producer és rapper hozott létre.
A vállalat az Interscope Records tulajdona, mert Timbaland korábbi kiadója, a Beat Club Records felbontotta a szerződét a rapperrel. Az első album, ami az MMG gondozásában jelent meg, a Loose, Nelly Furtado korongja. Az albumról számos dalnak Timbaland a producere, mint a Promiscuous, a Maneater, a Say it Right és az All Good Things (Come to an End)-nek. Timbaland és társa, Danja teljes egészében felügyelnek a Loose-ért, csakúgy, mint ahogy Justin Timberlake FutureSex/LoveSounds albumának is a segítői voltak. Erről a korongról a SexyBack-et, a My Love-ot, és a What Goes Around-ot producelték. Az MMG gondozásában jelent meg Timbaland saját albuma, a Timbaland Presents Shock Value 2007-ben az első kimásolt kislemezzel egyetemben. Ez volt a Give It To Me.

## Az MMG előadói
- Timbaland
- Nelly Furtado
- Danja
- Keri Hilson
- D.O.E.
- OneRepublic
- Sebastian
- Jim Beanz
- Rouge
- Nisan Stewart
- Magoo
- Leslie
- Izza Kizza
- Stevie Brock
- Souldiggaz
- Chris Cornell

Björk is csatlakozni fog az MMG-hez. Justin Timberlake is szeretne szerződést írni a kiadóval, habár 2007-ben létrehozta saját kiadóját, a Tennman Records-ot.

## Al-kiadó
- Tennman Records – Justin Timberlake kiadója.